# Югославия на зимних Олимпийских играх 1924
Королевство сербов, хорватов и словенцев принимало участие в Зимних Олимпийских играх 1924 года в Шамони (Франция), но не завоевало ни одной медали. Делегацию представляли четверо лыжников, выступавших в двух видах программы.

## Результаты

### Лыжные гонки
| Дистанция | Спортсмен        | Время     | Место |
| --------- | ---------------- | --------- | ----- |
| 18 км     | Зденко Швигели   | 1:50:27.0 | 32    |
| 18 км     | Владимир Кайзели | 2:00:43.0 | 34    |
| 18 км     | Душан Зинайя     | 2:12:19.4 | 36    |
| 18 км     | Мирко Пандакович | DNF       | –     |
| 50 км     | Душан Зинайя     | DNF       | –     |
| 50 км     | Мирко Пандакович | DNF       | –     |
| 50 км     | Зденко Швигели   | DNF       | –     |
| 50 км     | Владимир Кайзели | DNF       | –     |